# アッタカーン・ウォンチャナマース
アッタカーン・ウォンチャナマース（タイ語: อัฐกาญจน์ วงศ์ชนะมาศ、英語: Attakarn Wongchanamas、1962年5月10日 - ）は、タイ王国の外交官、大使。バンコクでの本省勤務、日本やインド、オーストリア、イスラエルでの在外勤務、2018年から2021年にかけての初代福岡総領事を経て、2021年より在ギリシャ大使。タンマサート大学でジャーナリズムを専攻した後、上智大学大学院で国際関係論の修士を取得。

## 経歴
- 1987年: 外務省入省[1]
- 1994年: 駐日タイ王国大使館 二等書記官[1]
- 1998年: 駐日タイ王国大使館 一等書記官[1]
- 2001年: 在ムンバイタイ王国総領事館 二等書記官[1]
- 2002年: 在オーストリアタイ王国大使館 一等書記官[1]
- 2005年: 外務省儀典局儀典課 参事官[1]
- 2011年: 在イスラエルタイ王国大使館 参事官[1]
- 2012年: 在イスラエルタイ王国大使館 公使参事官[1]
- 2015年: 外務省儀典局儀典課長[1]
- 2017年: 外務省儀典局 副局長[1]
- 2018年: 在福岡タイ王国総領事[1]（初代[3]）
- 2021年: 在ギリシャタイ王国大使[2]（信任状捧呈は9月7日[4]）